# Kevin Diks
Kevin Diks Bakarbessy (Apeldoorn, 6 de outubro de 1996) é um futebolista indonésio, nascido na Holanda, que atua como zagueiro. Atualmente defende o Borussia Mönchengladbach.

## Carreira
Kevin Diks começou a carreira no Vitesse.

## Seleção
Sem espaço em seu país natal, Diks em 2017, começou a atuar pela Indonésia, devido a ancestrais das Ilhas Molucas.

## Títulos
Feyenoord
- Eredivisie: 2016–17
- Copa dos Países Baixos: 2017–18
- Supercopa dos Países Baixos: 2017